# Motohiro Yoshida
Motohiro Yoshida (吉田 宗弘 Yoshida Motohiro?, nacido el 25 de agosto de 1974 en Osaka) es un exfutbolista japonés. Jugaba de guardameta y su último club fue el FC Machida Zelvia de Japón.

## Trayectoria

### Clubes
| Club              | País  | Año         |
| ----------------- | ----- | ----------- |
| Kashiwa Reysol    | Japón | 1997 - 2002 |
| Gamba Osaka       | Japón | 2003 - 2004 |
| Cerezo Osaka      | Japón | 2005 - 2007 |
| Avispa Fukuoka    | Japón | 2008 - 2009 |
| FC Machida Zelvia | Japón | 2010 - 2011 |

## Palmarés

### Títulos nacionales
| Título         | Club           | País  | Año  |
| -------------- | -------------- | ----- | ---- |
| Copa J. League | Kashiwa Reysol | Japón | 1999 |